# Águia de Marabá Futebol Clube
Maillots
L'Águia de Marabá Futebol Clube, également connu sous le nom d'Águia de Marabá, est un club brésilien de football fondé en 1982 et basé dans la ville de Marabá, dans l'État du Pará.
Le club joue ses matchs à domicile au Stade municipal Zinho de Oliveira, et joue actuellement dans le championnat du Pará.
Il est la section football du club omnisports du même nom.

## Histoire
Le club est fondé le 22 janvier 1982 en tant que club omnisports sous le nom d'Águia Esporte Clube. Le premier président du club est Emivaldo Milhomem.
Sous la présidence de José Atlas Pinheiro, l'équipe remporte le titre de deuxième division du championnat de Marabá en 1984, titre donnant à l'équipe le droit de participer à la première division.
Il remporte trois championnat de Marabá en 1989, 1992 et 1993.
Entre 2008 et 2015, le club dispute le championnat brésilien de Série C.
En 2009, le club remporte une certaine notoriété en battant 2-1 le Fluminense en Coupe du Brésil.

### Rivalité
L'Águia de Marabá entretient une rivalité avec l'autre équipe principale de la ville, à savoir le Gavião Kyikatejê Futebol Clube. Le match entre les deux équipes est appelé le « Clásico de Pássaros ».
Il entretient également une rivalité avec une équipe de la ville de Tucuruí, à savoir l'Independente de Tucuruí. Le match entre les deux équipes est appelé le « Clásico Agui-Indep » ou le « Clásico de Carajás ».

## Stades
Depuis 1982, le club joue ses matchs à domicile au Stade municipal Zinho de Oliveira, surnommé le Velho Zinho et doté de 5 000 places.

## Palmarès
| Compétitions nationales |
| --- |
| - Championnat du Pará : - Champion : 2023 - Vice-champion : 2008 et 2010. - Championnat du Pará D2 (1) : - Champion : 2015. |

## Personnalités du club

### Présidents du club
| - Emivaldo Milhomem - José Atlas Pinheiro | - Jorge Nery - Sebastião Ferreira |

### Entraîneurs du club
| - Vitor Jaime (octobre 2007 - mai 2008) - Fran Costa (juillet 2008) - João Galvão (juillet 2008 - février 2014) - Darío Pereyra (avril 2014 - mai 2014) | - João Galvão (31 mai 2014) - Everton Goiano (juin 2014 - août 2014) - João Galvão (août 2014 - ) |